# Piniphantes uzbekistanicus
Piniphantes uzbekistanicus là một loài nhện trong họ Linyphiidae.
Loài này thuộc chi Piniphantes. Piniphantes uzbekistanicus được Andrei V. Tanasevitch miêu tả năm 1983.